# بيل وايت
بيل وايت (بالإنجليزية: Bill White (Texas politician)) (و. 1954 – م) هو سياسي، ومحام من الولايات المتحدة الأمريكية ولد في سان أنطونيو، تكساس.
تولى منصب وزارة الطاقة الأمريكية .وهو عضو في الحزب الديمقراطي الأمريكي .

## التعليم
تعلم في جامعة هارفارد.